# Svíčková demonstrace

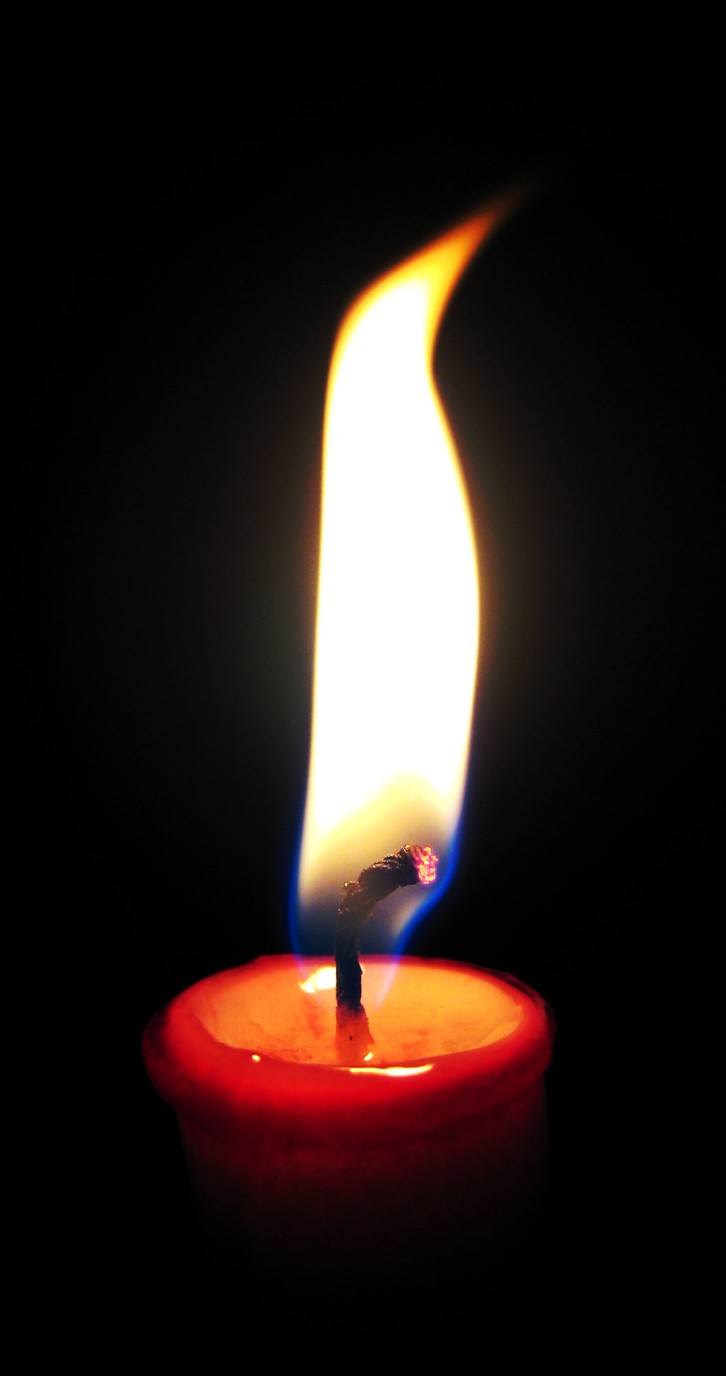
Plamen svíce

Svíčková manifestace nebo Svíčková demonstrace nebo Bratislavský velký pátek byla klidná manifestace občanů za náboženská a občanská práva a svobody v socialistickém Československu, která se odehrála 25. března 1988 na Hviezdoslavově náměstí v Bratislavě. Je dnes s odstupem času považována za jedno z nejdůležitějších vystoupení občanů a věřících proti komunistickému režimu v Československu. Tato manifestace byla završením aktivit tajné církve v komunistickém Československu.
Svíčková manifestace vznikla na podnět věřících, vyjádřila ale taky požadavek za plné dodržování občanských práv v Československu pro všechny občany – věřící i nevěřící. Kvalitou občanského odporu, šířkou záběru požadavků, odvahou vzepřít se totalitní moci a reálným utrpením ji lze považovat za systémový začátek definitivního pádu komunistické totality v Československu, ke kterému došlo po 17. listopadu 1989. Zásahem Veřejné bezpečnosti (tehdejší policie) a Státní bezpečnosti (tehdejší tajná služba) proti Svíčkové manifestaci byla hrubě zasažena občanská práva a svobody a především, svoboda shromáždění zaručená Ústavou ČSSR z roku 1960. Byl porušen i Mezinárodní pakt o občanských a politických právech, který ČSSR přijala v roku 1976 a také byly porušené závěry helsinského Závěrečného aktu KBSE z roku 1975 a Závěrečného dokumentu následné madridské konference z roku 1983.

## Příprava Svíčkové manifestace
Prvotní myšlenka na konání protestů vznikla v září 1987, kdy začal výkonný místopředseda Světového kongresu Slováků Marián Šťastný organizovat na 25. března 1988 protestní shromáždění před zastupitelskými úřady ČSSR ve světě za dodržování náboženských práv a svobod v ČSSR. Zprávu o tom poslal tajně (zabalenou v čokoládě) i Jánovi Čarnogurskému, jednomu ze slovenských katolických disidentů. Představitelé tajné církve na Slovensku se rozhodli připojit k této akci formou třicetiminutového pokojného shromáždění se svíčkami v rukou. Mezi organizátory patřili František Mikloško, Ján Čarnogurský, R. Fiby, Vladimír Jukl, Silvester Krčméry, Ladislav Stromček, E. Valovič, J. Roman, P. Murdza a Vladimír Ďurikovič. Od svého záměru neustoupili ani potom, když akce zahraničních Slováků selhala.

## Průběh manifestace

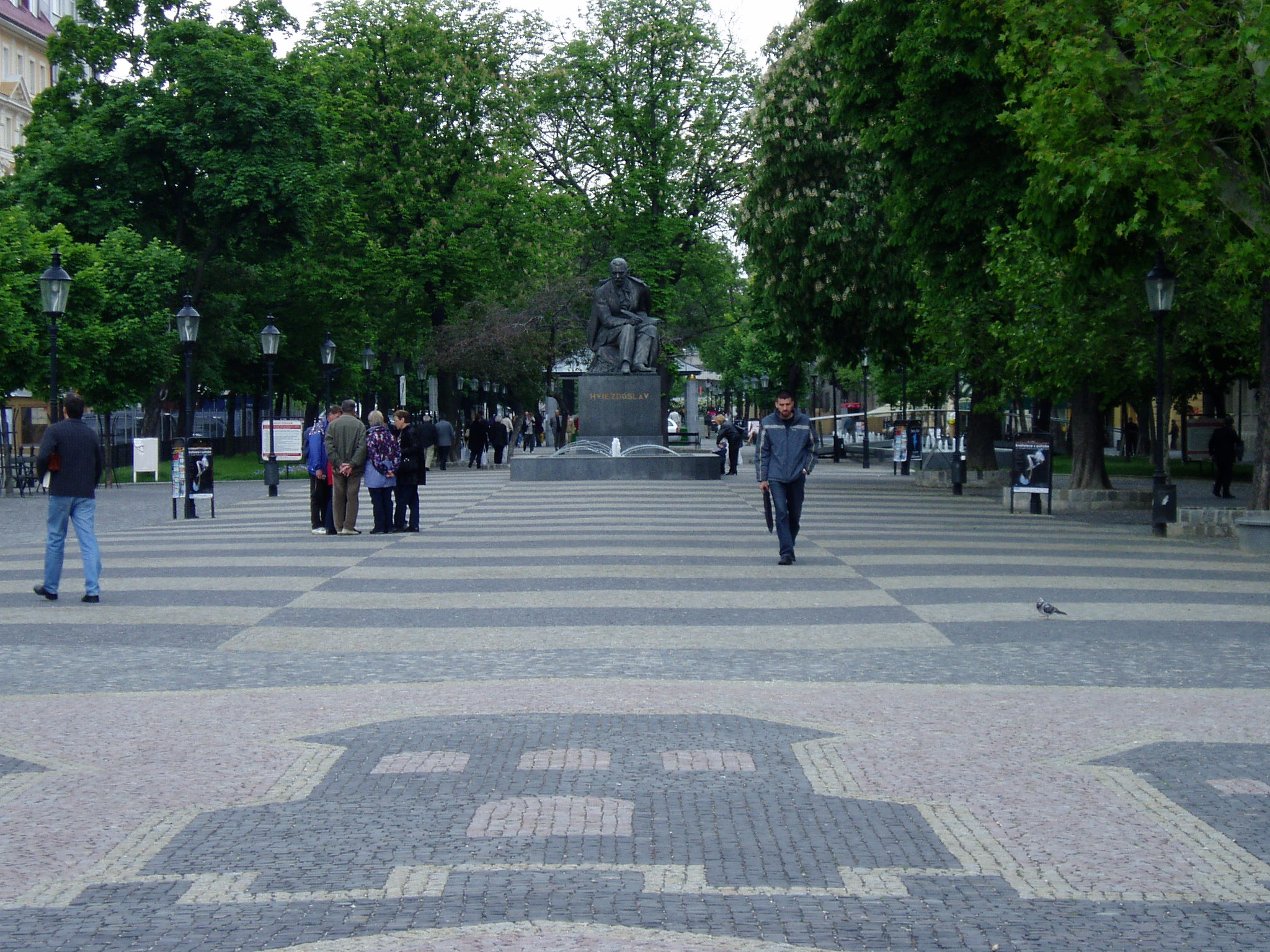
Hviezdoslavovo náměstí dnes

- 16:00 – na Hviezdoslavově náměstí a v okolních uličkách se začali shromažďovat lidé
- 17:16 – byl vydán pokyn k uzavření Hviezdoslavova náměstí a zabránění přístupu občanů na náměstí, navzdory tomu se na náměstí soustředilo asi 3 500 osob, v okolních uličkách zůstalo zablokovaných asi 6 000 osob
- 18:00
  - asi 500 až 1000 osob se shromáždilo před budovou Slovenského národního divadla se zapálenými svíčkami, zazpívali státní hymnu a papežskou hymnu a začali se pokojně modlit modlitbu růžence. Zatčené organizátory zastoupili další aktivisté laického apoštolátu – Július Brocka a František Vikartovský.
  - Shromáždění občané byli vyzváni, aby se rozešli, protože manifestace není povolena. Když občané na výzvu nereagovali, politická komise, sledující dění na náměstí z oken 4. poschodí hotelu Carlton vydala příkaz k rozehnání davu věřících.
  - Auta VB se zapnutými sirénami a majáky začala prudce jezdit po náměstí a vrážet do lidí. Příslušníci VB a někteří příslušníci v civilním oblečení s odznaky křičeli na lidi, bili je obušky, pěstmi a ty, co padli, kopali na zemi. Většinu odvlekli do připravených aut VB a odváželi na policejní stanice. Shromáždění věřící přitom neustále kropila proudy vody vozidla technických služeb
- 18:27 – navzdory tomu, že shromáždění věřící se nedali strhnout k násilným akcím a nadále se pokojně modlili, policie nasadila proti nim dvě vodní děla
- 18:30 – shromáždění se v plánovaném čase skončilo. Navzdory tomu, že se už rozcházelo, zasáhli proti manifestujícím speciální jednotky, které je mlátily obušky a použili proti nim i slzotvorný plyn a psy. Většina lidí utrpěla poranění, krvácení, VB a StB nešetřila ani starce a mladé dívky. Podobně auta VB vytlačovala lidi i z bočních uliček, někteří příslušníci i za pomoci služebních psů a slzotvorného plynu ve sprejích.

## Závěr
Na potlačení shromáždění věřících občanů bylo nasazeno celkem 953 příslušníků bezpečnosti. Celkem bylo zadrženo 126 občanů ČSSR a 12 cizích státních příslušníků, mezi nimi i akreditovaní novináři. Zprávu o shromáždění věřících a zásahu pořádkových sil proti nim předložili Předsednictvu ÚV KSČ v dubnu 1988 Ignác Janák a Peter Colotka. Zprávu přijalo Předsednictvo ÚV KSČ souhlasně a bez námitek. Ministr kultury Miroslav Válek nesouhlasil se zásahem proti demonstraci a rozhodl se rezignovat na svou funkci, k čemuž došlo na podzim 1988.
Po sametové revoluci začala vojenská prokuratura trestní stíhání majora ZNB Alexandra Kysuckého pro trestný čin zneužití pravomoci veřejného činitele pro nezákonné zadržení Františka Mikloška. Vzhledem k tomu, že František Mikloško společně s Jánem Čarnogurským navrhli zastavit jeho trestní stíhání, podala komise SNR prezidentovi republiky ve prospěch trestně stíhaného žádost o udělení milosti. Kromě Alexandra Kysuckého nebylo proti nikomu z politických a státních činitelů započato trestní stíhaní.